# Listening
Listening é o single de estreia da banda australiana de new wave Pseudo Echo, lançado em 1983. Foi incluído posteriormente no álbum de estreia da banda, Autumnal Park. Alcançou a posição #4 das paradas australianas.

## Faixas
1. "Listening" - 3:01
2. "In Their Time" - 5:40